# Oxyopes flavipalpis
Oxyopes flavipalpis là một loài nhện trong họ Oxyopidae.
Loài này thuộc chi Oxyopes. Oxyopes flavipalpis được Hippolyte Lucas miêu tả năm 1858.